# Cirrhicera panamensis
Cirrhicera panamensis là một loài bọ cánh cứng trong họ Cerambycidae.